# Ontstedelijking
Ontstedelijking of desurbanisatie is een ruimtelijk proces waarbij inwoners van een stedelijke omgeving vertrekken naar gebieden die verder van de agglomeratie af liggen. Een gevolg is een toename in het woon-werkverkeer. In Nederland trad ontstedelijking op na ongeveer 1960, toen zowel de welvaart als de mobiliteit bleven stijgen.
Verstedelijking, het tegengestelde, is de geleidelijke uitbreiding van intensief bewoonde gebieden. Wanneer ontstedelijking plaatsvindt, is dat na een periode van verstedelijking.